# General Electric CJ610
Il General Electric CJ610 è un turbogetto derivato dalla versione militare J85, usato su diversi modelli di business jet tra cui il Learjet 23 e l'Hamburger Flugzeugbau HFB 320 Hansa Jet.

## Storia
Il CJ610 è stato uno dei primi motori turbogetto ad essere impiegato su velivoli civili. La sua progettazione (insieme a quella del suo derivato turbofan CF700) iniziò nel 1959. Condivideva con il progetto militare J85 il generatore di gas, ovvero gli otto stadi del compressore, la camera di combustione di tipo anulare e i due stadi della turbina.
Ad oggi sono ancora in esercizio più di 560 velivoli su cui sono installati motori CJ610.

## Velivoli utilizzatori
Stati Uniti
- Learjet 23
- Learjet 24
- Learjet 25
- Learjet 28
- Learjet 29

 Israele
- Aero Commander 1121 Jet Commander

- HFB 320 Hansa Jet

## Versioni

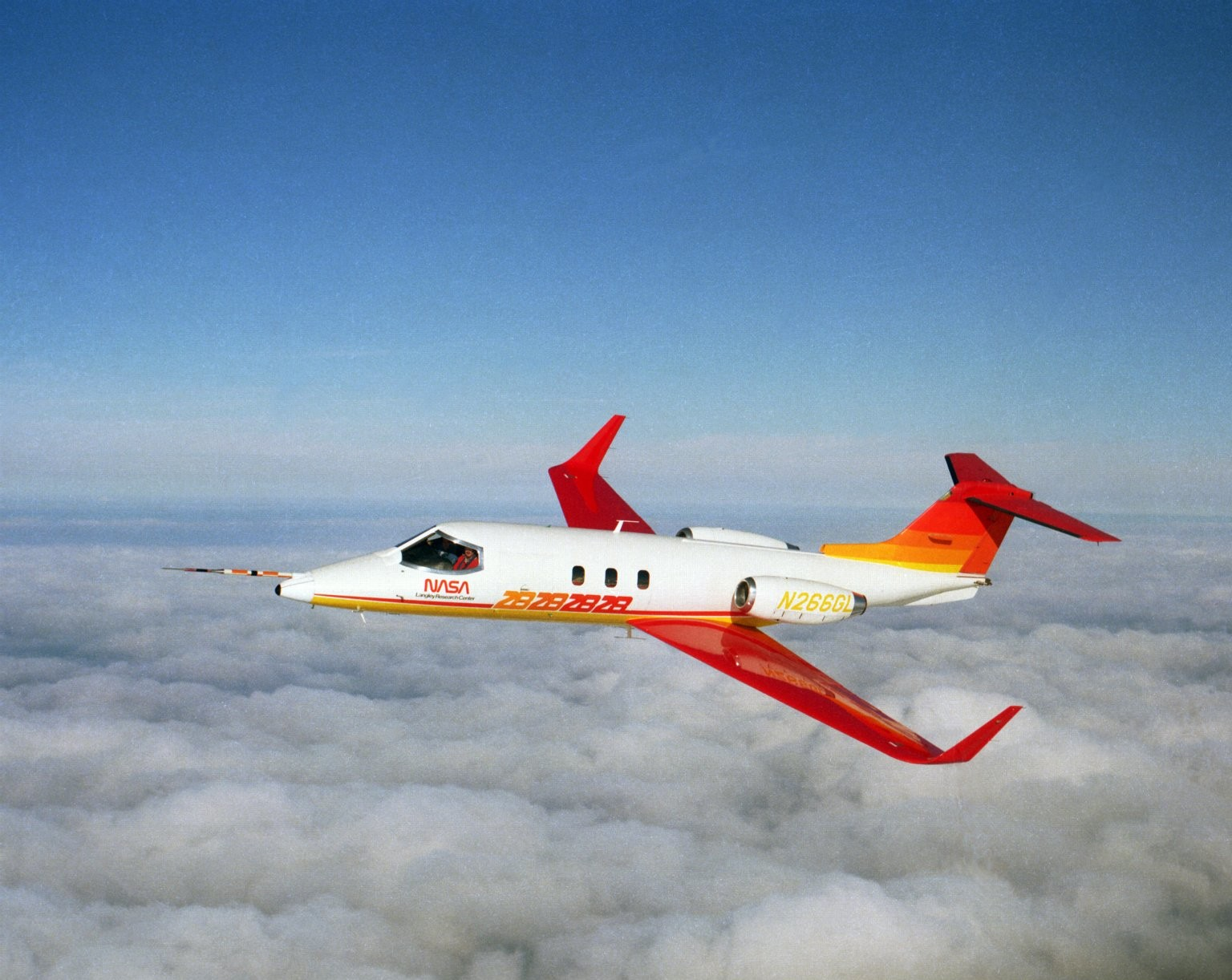
Grazie all'introduzione della versione CJ610-8A, nel 1977 il Learjet 28 fu il primo aereo civile ad essere certificato dalla FAA per operazioni fino a 51 000 ft.

- CJ610-1 - prima versione, certificata il 6 dicembre 1961 da 12,67 kN (2 850 lbf) di spinta. Differiva dal J85 solo per la posizione della scatola ingranaggi.
- CJ610-2B
- CJ610-4 - installato sul Learjet 23. 12,7 kN (2 850 lbf) di spinta
- CJ610-5 - derivato dal CJ610-1 installato sul Learjet 24D, 25B, 25C e Aero Commander 1121. 13,12 kN (2 950 lbf) di spinta
- CJ610-6 - installato sul Learjet 24B
- CJ610-8 - versione migliorata nella vita operativa della turbina. Installato sull'Hansa Jet e sull'Aero Commander 1121. 13,79 kN (3 100 lbf)
- CJ610-8A - ultima versione ad essere certificata (13 aprile del 1977) per un inviluppo di volo più ampio.[1] Installato sul Learjet 24E, 24 F, 28 e 29. 13,12 kN (2 950 lbf)
- CJ610-9 - 13,79 kN (3 100 lbf)